# Karl-August Herbeck
Karl-August Herbeck (* 24. September 1951) ist ein ehemaliger deutscher Fußballspieler.

## Karriere
Karl-August Herbeck spielte mit Hannover 96 in der Bundesliga. Sein Debüt gab er in der Saison 1971/72, als er am 33. Spieltag beim Auswärtsspiel gegen Eintracht Frankfurt eingewechselt wurde. In den nächsten beiden Spielzeiten absolvierte er 14 weitere Spiele in der Bundesliga, bis er mit seinem Verein in die 2. Fußball-Bundesliga abstieg. In der darauffolgenden Saison erreichte die Mannschaft den sofortigen Wiederaufstieg in die Bundesliga. Herbeck verließ im Anschluss Hannover 96 und wechselte zum Stadtrivalen OSV Hannover, der zu diesem Zeitpunkt in der Oberliga spielte. In den nächsten Jahren bestritt er 126 Oberligaspiele, bevor mit dem OSV, als Meister der Oberliga Nord, in die 2. Bundesliga aufstieg. Herbeck konnte sich mit dem OSV zwei Jahre in der 2. Liga halten, dann ereilte ihn der Abstieg als Tabellenletzter. Zu diesem Zeitpunkt verließ er den OSV und ging zu SV Arminia Hannover, wo er zwei weitere Jahre Oberligafußball spielte. Im Anschluss ließ Herbeck seine Karriere bei Niedersachsen Döhren ausklingen.